# 超獸戰隊生命人
《超獸戰隊生命人》，是由日本東映製作的《超級戰隊系列》第12部特攝作品，於1988年（昭和63年）2月27日至1989年2月18日每週六下午6時在朝日電視台首播。

## 作品特色
- 「八手三郎」系列的第十部作品[註 1]。
- 此作為昭和時代最後一部《超級戰隊系列》作品，以及首部跨越兩個日本年號的作品。
- 繼《太陽戰隊太陽火神》後第二部以「動物」為主題的戰隊。
- 首次出現女性藍色戰士（藍海豚）。
- 首次出現大型機械人「超級合體」（即一號機械人與二號機械人共同合體為新機械人之設定）。

## 故事概要
在一座名為科學Academia的島嶼上，該處集合了全世界年輕的科學精英，由星博士擔任太空船－Space Academia號的創始者，為了要讓更多未開發國家的窮苦人類得到更多援助，包括醫療措施與相關設備，其中三位年輕人－天宮勇介、大原丈、岬惠美與兩位夥伴矢野卓二及相川麻理也參與此計劃，沒想到卻有三人持反對票，而且認為星博士的理論愚蠢至極，該三人分別是月形劍史、仙田瑠衣以及尾村豪，其後三人更在某夜接受了邪惡組織武裝頭腦軍伏特軍團的首領－大教授比亞斯的邀請，在正準備離開地球時卻被天宮他們無意中發現，然而月形卻為滅口則開槍射殺保護他們矢野及相川後便乘搭太空船離去，留下一段悲慘的回憶。
事隔兩年後，勇介等三人終於從科學Academia中畢業，但因為卓二與麻理被同窗好友所槍殺，所以他們將發誓要替兩人報仇，後來在完成了星博士創建的Space Academia號正舉行試飛時，從天空中出現一群伏特派來的戰鬥機對亞加迪米亞號發動攻擊，並開始大肆破壞整個島嶼，而倖存的三人發誓，立志變成守護生命的超級英雄，以陸海空三獸之王合併成軍的「超獸戰隊生命人」與征服地球的伏特展開一段漫長的戰鬥。

## 登場角色

### 超獸戰隊生命人
超獸戰隊生命人，初期由三位集合了正義感、勇氣與愛的年輕人所結合的隊伍；而後期三人已故好友的弟弟－鐵也跟純一也加入成為生命人。
天宮 勇介（あまみや ゆうすけ）／ 紅獵鷹
演：嶋大輔
生命人的隊長。
過去雖與丈為科學Academia中成績最差的學生，然而擁有一顆正義善良的心，面對任何困難也勇往直前，常對其他隊員給予莫大鼓勵。
因目擊月形劍史／Dr.甘普槍殺為替自己、丈與惠美擋槍而喪生的朋友卓二與麻理，故勇介對友人的背叛恨之入骨，尤其針對甘普，絕不能饒恕隨意糟蹋生命這點。
在變身後擅於空中戰及劍術攻擊。
其他登場作品：《百獸戰隊牙吠連者VS超級戰隊》
大原 丈（おおはら じょう）／ 黃獅子
演：西村和彥
生命人隊員。
擅於各類運動，尤其為滑板；而在變身後擅長陸地戰。
其個性相對偏激，雖然有時衝動，但是其火熱般的勇氣並不會輸給任何人，是個不懼怕一切的熱血青年。
其他登場作品：《海賊戰隊豪快者》
岬 惠美（みさき めぐみ）／ 藍海豚
演：森惠
生命人中唯一的女性隊員。
是個溫柔美麗、頭腦聰明冷靜的女生，在科學亞加迪米亞學院時已是成績優異的精英分子，而有時甚至會指責其他人的錯誤，提出正確的分析；而在變身後擅長水中戰。
自小便跟隨父親學習弓道，另外游泳、彈琴及單車亦為其強項。
矢野 鐵也（やの てつや）／ 黑野牛
演：山口正朗
於第28集初登場。
為勇介等人的好友卓二的弟弟，為復仇而根據其兄長生前遺下的藍圖建造Bison Liner，後來遇上勇介等人後決意為保衛人類而成為生命人。
性格較為輕佻浮躁，可是對有需要的人絕不吝嗇伸出援手；而在變身後則擅於連環拳擊戰術。
相川 純一（あいかわ じゅんいち）／ 綠犀牛
演：河本忍
於第29集初登場。
為勇介等人的好友麻理的弟弟，同樣與鐵也為復仇而中途輟學，並根據其姐姐生前遺下的藍圖建造Sci Fire。
其個性特別依賴別人，比較喜歡嬉戲，但對他人很有愛心，另外其自身亦喜歡欖球運動；而在變身後則擅於以鐵頭攻擊。

#### 生命人的協力者／相關者
歌綸
聲：高坂真琴
由星博士創造的自律性女機械人，於第2集初登場。
當星博士不幸喪生時則由她全力負責超獸系統，包括整座基地的代理人。
星博士
演：伴直彌
於第1-2集登場，為科學Academia的創始人。
兩年前在完成太空船Space Academia號的發表課程上，月形劍史等三人認為星博士的想法愚蠢至極，並擅自離開學校並投效伏特軍團，他早就知道他們會有這樣的舉動，於是便暗中與歌綸一同創建超獸系統，並協助勇介等人研發抗戰科技。
然而在太空船啟航當日，伏特軍團派來一群戰鬥機進行大肆的破壞行動，雖然星博士被勇介等人救出，但後來星博士為了救一位受困的孕婦而壯烈犧牲。
矢野 卓二（やの たくじ）
演：堀廣道
為勇介等人在學生時期的夥伴，並是鐵也與武志的哥哥。
在聯同麻理穿著實驗性太空服後，卻目睹劍史等人擅自搭乘太空船，結果為保護勇介三人而被劍史射殺身亡。後來勇介等人在科學Academia為其立下墓碑。
為Bison Liner的設計者。
相川 麻理（あいかわ まり）
演：林優枝
同為勇介等人在學生時期的夥伴，並是純一的姐姐。
同樣與卓二穿著實驗性太空服後，為保護勇介三人而被劍史射殺身亡。後來勇介等人在科學Academia學院為其立下墓碑。
為Sci Fire的設計者。
Dorothée博士
演：Dorothée
於第30集登場。
在星博士的委托下協助鐵也與純一建造Bison Liner與Sci Fire；而在Bison Liner的迴路損壞時亦親赴Grand Tortoise向生命人遞送全新迴路。

### 武裝頭腦軍 伏特
武裝頭腦軍 伏特，為一群自稱是超越人類智慧與科學的天才，並認為人類是愚蠢的生物。而其目的是要運用邪惡的科學改造以毀滅人類，重新創造一個理想的世界。
大教授 比亞斯
演：中田讓治／石關賢太郎（少年王樣貌）
伏特的首腦。
擁有智慧的力量與科學的技術於一身的天才教授，其頭腦非常優秀，上至天文，下至地理無所不精的超天才。
認為只有優秀的天才才能開創新世界及統治其他低等人類而創立伏特，而其野心則為支配地球及毀滅人類，成為一手操控的邪惡科學主宰者。
招攬大量天才科學家，表面收為入室弟子，其實陰謀奪取他們的頭腦以讓自己長生不老及讓地球人順服自己。
實際上其年齡已過百歲，在成功蒐集12顆「千分頭腦」後便對地球進行總攻擊，後來在其秘密頭腦室被紅獵鷹破壞後，比亞斯卻吸收了甘普的年輕能量而返老還童為少年王比亞斯，但最後在甘普的頭腦成功煽動所有「千分頭腦」背叛自己後卻回復原有年齡，其後沉迷於自己幻想中的比亞斯則在被爆炸摧毀的頭腦城內終結自己的一生。
Dr.甘普／月形 劍史（つきがた けんじ）
演：廣瀨匠
與勇介三人以前同為科學Academia的學生，但是因信服比亞斯的優生論而選擇加入伏特，自從他聯同仙田瑠衣、尾村豪搭上太空船，並槍殺卓二與麻理離開地球那天開始，就投效支配者比亞斯的指令，以邪惡的科學征服地球。
為增強力量而將其肉體改造為美獸，後來亦進一步強化為恐獸。
在瑪仙達死後便成功以欺騙戰術讓生命人中計，因而成為了「千分頭腦」後亦對比亞斯奉上自己的頭腦，而其肉體亦在獻上頭腦後亦轉化為頭腦獸恐獸頭腦，但最後在巨大化後仍被Super Live Robo消滅；至於其頭腦亦在被惠美的勸服下則對自己人生感到後悔，而最後成功煽動所有「千分頭腦」背叛比亞斯後便自我毀滅。
Dr.瑪仙達／仙田 瑠衣（せんだ ルイ）
演：來栖明子
原為科學Academia的學生之一，而加入伏特後為追求力量與永遠的美貌而捨棄了溫柔與愛心的遺傳基因，並將其肉體機械化成為配備強力武器的改造人。
經改造後初期其右手食指、右肘部及左手手心皆附有槍炮；而後期經強化改造後其右手的手指槍更擴展至五指、其肘部槍亦擴展至另一只肘部、左手手心亦附加火箭炮，另外其左膝部及背部皆能發射導彈等。
後來聽信了比亞斯讒言的瑪仙達便對生命人連續攻擊而成為「千分頭腦」，然而在知悉成為「千分頭腦」的真相後為了不讓頭腦被奪走而將頭腦一併機械化，故而成為完全的機械人，而最後無法變回人類的瑪仙達則對過往所做一切感到懊悔下選擇墜崖身亡。
Dr.奧布勒／尾村 豪（おむら ごう）
演：坂井徹／聲：森篤夫（肉體強化後型態）
原為科學Academia的學生之一，但與月形跟仙田的天賦異稟不同，是靠後天努力用功的結果，加上童年時其母親的過度期待，讓他一直壓抑著原本的自我。
與丈是好朋友，但對自己的體魄貧弱頗有自卑感，並從事以病毒強化肉體的研究，後來為追求最強的肉體而投奔伏特。
在透過病毒頭腦的人體實驗成功將自己肉體完全改造，而改造後則能噴射火焰，並以斧子作為武器。
後來因屢次作戰失敗後被比亞斯逐出伏特，在其母親的母愛呼喚之下，終於以自我意志變回人類，但卻因肉體與精神嚴重耗弱而一度喪失記憶。
後期在恢復記憶後對生命人道出自己在伏特期間曾目睹比亞斯的秘密。
Dr.阿修羅／毒島 嵐（ぶすじま あらし）
演：岡本美登
於第11集初登場。
原為頭腦愚笨的暴力集團首領，算術時僅用手指計算，並且十分討厭聰明的人。後來被比亞斯看中並施以天才教育後，將自己的肉體改造而成為伏特的一員。
個性勇猛兇狠，而除了瑪仙達外，對出身於科學Academia的其他人卻是本能地厭惡。
其武器為迴力鏢－Cut Asher，而額上的圓環亦能釋放光束；後來亦再度強化而獲得製造三個名為修羅的分身能力。
後來在與頭腦獸駭客頭腦進行奪取電腦作戰時卻意外連結上「千分頭腦」，故隨即被比亞斯收回一切才能，其後為了向比亞斯報復而作為人肉炸彈與頭腦獸戰鬥頭腦同歸於盡。
基魯多斯
聲：佚名
自稱來自宇宙基魯多星的天才，於第19集初登場。
其全身佈滿尖銳利刺，而使用武器為十字架劍。
實為比亞斯為提升其學生們的競爭力而製造的機械人：在當時未知自己真面目時藉一己之力製造頭腦獸基魯頭腦，並能自身提供之能量讓被擊敗的基魯頭腦再生，然而卻因過度消耗能量導致其身體爆炸兼且發現自己則為機械人，最後在未有得到比亞斯回應的基魯多斯則爆炸摧毀。
布茨
聲：神山卓三
自稱來自宇宙茨布茨星的天才，於第22集初登場。
以藝人自居，並喜歡滑輪溜冰及唱歌作曲，而憤怒時其頭頂會冒煙。
實為與基魯多斯同為比亞斯製造的機械人：在目睹基魯多斯身亡後便對自己身體進行檢查而知悉自己的真面目，後來失落的布茨被比亞斯要脅下則攜同頭腦獸狂暴頭腦到處破壞，然而卻因與生命人的戰鬥時意外暴露自己的機械身軀，其後喪失鬥志的布茨在音樂熏陶下回復開朗心情，而目睹一切的惠美亦嘗試以音樂鼓勵布茨，但結果在頭腦城觀察布茨的比亞斯隨即給予布茨零分，並且啟動布茨體內的炸彈將之摧毀，而布茨亦在臨終前更感謝惠美的鼓勵。
衛兵 凱秀
聲：日下秀昭
比亞斯的近身護衛機械人，於第2集初登場。
負責協助各教授製作頭腦獸及讓被擊敗的頭腦獸巨大化，而自身亦擁有很強的戰鬥力。
對比亞斯忠心耿耿，直到最後一刻亦守護在比亞斯身邊，死後其頭部殘骸更播映生命人與伏特長久的戰爭片段。
頭腦獸
由各教授以其培養的頭腦核注入其設計理念並配以名為Chaos Phantom之能量製造的生命體。
茲馬
伏特的機械人兵卒。
其武器為棍棒，同樣地即使自身遭受攻擊時其殘骸亦能繼續活動；後來瑪仙達亦成功研發可喬裝人類的茲馬－仿人類。

### 其他角色
武志
演：多賀啓史
卓二跟鐵也的弟弟，於第5集登場。
為能完成其哥哥生前製作的汽車而特地找上勇介等人；而後來勇介等人亦為能擊敗引擎頭腦而以其汽車設計圖為藍本成功製造Live Cougar。
豪的母親
演：宗方奈美
於第19-21集登場。
於豪童年時便對其施以精英教育，甚至不讓豪與其他小孩子一同外出玩耍；直至在目睹豪可怕的一面後才意識到自己的過錯，而最後亦透過自己的呼喚下讓豪回復為人類。

## 生命人的裝備

### 裝備／武器
共同裝備／武器
Twin Braces
生命人配戴在雙手腕的變身器。
Live Suits
生命人變身後所穿的強化服。
原為學院時期的勇介等人聯同卓二與麻理共同研發的太空服，後在卓二與麻理被殺後三人則對其太空服加以改良，成為其Live Suits。
Liblasters
生命人萬能型武器。
可變形為「槍械」及「劍」兩種型態。
Bimotion Buster
生命人的必殺武器，於第2集初登場。
在瞄準敵人後則發射長鏈狀光束將敵人擊敗。
個人裝備／武器
 紅獵鷹
Falcon Sword
紅獵鷹雙刃劍武器。
其刀刃能夠劈斬岩石或鋼鐵，亦能反射光束攻擊。
Falcon Saber
紅獵鷹的軍刀武器。
其刀刃可分為三段伸縮。
 黃獅子
Lion Puncher
黃獅子的拳套。
其前端採用附有齒刃的獅子外貌，可對敵人咬擊及吐息火焰。
Lion Bazooka
黃獅子的小型火箭炮。
 藍海豚
Dophin Arrow
藍海豚的弓箭。
 黑野牛
Bison Rod
黑野牛的附有兩側伸縮刀刃的棍棒。
 綠犀牛
Sai Cutter
綠犀牛的雙迴力鏢。
組合武器：Triple Bazooka
由紅獵鷹的Falcon Saber、黃獅子的Lion Bazooka以及藍海豚的Dophin Arrow組合之火箭砲武器，於第22集初登場。
運輸工具
Moto Machine
由紅獵鷹、黃獅子、藍海豚三人各配備的戰鬥機車，於第3集初登場。
 Moto Falcon
紅獵鷹的機車，配備武器為光束Falcon Beam。
 Moto Lion
黃獅子的機車，配備武器為加農炮Lion Cannon。
 Moto Dolphin
藍海豚的機車，配備武器為導彈Dolphin Missile。
Live Cougar
為勇介等人根據其已故好友卓二的汽車設計圖為藍本而特別設計的戰車，於第5集初登場。
其配備武器為可移動的火神炮Cougar Vulcan。

### 大型機械
Grand Tortoise
由星博士秘密研發予生命人的海龜型大型移動海底要塞，於第2集初登場。
平時會在海底緩慢移動，而在出動Machine Buffalo時則會上升至海平面。
Machine Buffalo
生命人的大型運輸艦，於第2集初登場。
可搭載Jet Falcon、Land Lion以及Aqua Dolphin，而其配備武器為導彈Buffalo Missile。
 Jet Falcon
於第2集初登場。
由勇介／紅獵鷹設計、建造及駕駛的獵鷹外貌戰鬥機，而其配備武器為光束Falcon Beam以及其雙捕爪Falcon Claw。
為Live Robo的頭部、背部及腰部。
 Land Lion
由丈／黃獅子設計、建造及駕駛的大型機械獅子，而其配備武器為雙加農炮Lion Cannon。
為Live Robo的胸部及雙手臂。
 Aqua Dolphin
由惠美／藍海豚設計、建造及駕駛的海豚外貌之水陸兩用潛水艇，於第2集初登場。
可於陸地上行走，而其配備武器為導彈Dolphin Missile。
為Live Robo的雙腿。
 Bison Liner
於第28集初登場。
由勇介等人的已故好友卓二設計，並由鐵也／黑野牛建造及駕駛的野牛外型拖車，而其配備武器為從其前端的雙角釋放之光束Bison Beam。
為Live Boxer的頭部、身軀、雙手臂及左前足。
 Sci Fire
於第29集初登場。
由勇介等人的已故好友麻理設計，並由純一／綠犀牛建造及駕駛的犀牛外型拖車，而其配備武器為從其雙槍筒發射之導彈Fire Missile。
為Live Boxer的雙腿及右前足。

#### 合體型態
Live Robo
於第2集初登場。
由Jet Falcon、Land Lion以及Aqua Dolphin合體的大型機械人，而其配備武器為超獸劍及護盾Live Shield等。
其初期必殺技為以超獸劍對敵人水平斬的「Super Live Crash」；而後期經強化超獸劍後則為對敵人「X」字斬的「Strong Crash Down」。
Live Boxer
於第29集初登場。
由Bison Liner與Sci Fire合體的大型機械人，而其必殺技為使用雙拳攻擊之「Miracle Big Blow」。
Super Live Robo
由Live Robo與Live Boxer超級合體的大型機械人，於第30集初登場。
其必殺技為「Super Big Burst」，以其各肩部的野牛頭部及犀牛頭部儲蓄能量，最後從其胸前的獅子頭部吐息光束彈。

## 設定
科學Academia
原為一座聚集世界各地的年輕人精英學習及研究的島嶼，然而在遭到伏特的襲擊後則淪為廢墟。
Space Academia號
由星博士聯同科學Academia的學生共同研發之太空船，然而在試飛當日卻因伏特的襲擊而墜毀。
頭腦城
伏特的據點。
平時在地球上空的宇宙空間沿軌道移動，直至比亞斯於決戰時才進攻地球。
然而最後因Super Live Robo的攻擊而墜落地面，其後在比亞斯指示發動頭腦城引擎時卻因爆炸而摧毀。
Boffler戰鬥機
伏特的戰鬥機。
其尾部可變形，並能夠潛進海底，而其配備武器為光束炮。
伏特UFO
僅用於接載用途的伏特太空運輸機。
機甲伏特
為伏特的「機甲計劃」中製造的大型機械人，於第28-30集登場。
以甘普成功研發的超合金製作及瑪仙達成功研發的能源所驅動，並曾讓Live Robo及Live Boxer陷入苦戰。
然而最後則被Super Live Robo摧毀。

## 製作團隊
製作人員：
- 原作：八手三郎
- 製作人：
  - 朝日電視台：宇都宮恭三
  - 東映：鈴木武幸

- 劇本：曾田博久、藤井邦夫、井上敏樹
- 導演：長石多可男、山田稔、東條昭平
- 動作導演：竹田道弘
- 音樂：矢野立美
- 特攝導演：矢島信男
- 製作：朝日電視台、東映、東映Agency

皮套演員：
-  紅獵鷹：新堀和男
-  黃獅子：赤田昌人
-  藍海豚：蜂須賀祐一
-  黑野牛：石垣廣文
-  綠犀牛：蜂須賀昭二

## 播放列表
以下時間以當地時間（日本時間）為準：
| 首播日期   | 集數 | 標題 （日語）（漢譯）      | 登場頭腦獸                                   | 編劇     | 導演       |
| ---------- | ---- | -------------------------- | -------------------------------------------- | -------- | ---------- |
| 1988/02/27 | 1    | 好友啊你們為什麼？！       | -                                            | 曾田博久 | 長石多可男 |
| 1988/03/05 | 2    | 向命運發誓的三人之力       | - 分解頭腦                                   | 曾田博久 | 長石多可男 |
| 1988/03/12 | 3    | 奧布勒惡魔變身             | - 病毒頭腦                                   | 曾田博久 | 長石多可男 |
| 1988/03/19 | 4    | 揭穿！仿人類               | - 傳送頭腦（聲：德丸完）                     | 曾田博久 | 山田稔     |
| 1988/03/26 | 5    | 暴走引擎怪獸               | - 引擎頭腦（声：丸山詠二）                   | 曾田博久 | 山田稔     |
| 1988/04/02 | 6    | 來襲！復活的恐龍           | - 時間頭腦（声：飯田道郎）                   | 曾田博久 | 東條昭平   |
| 1988/04/09 | 7    | 恐龍VS Live Robo           | -                                            | 曾田博久 | 東條昭平   |
| 1988/04/16 | 8    | 愛與憤怒的決鬥！           | - 憤怒頭腦（声：岸野一彦）                   | 藤井邦夫 | 長石多可男 |
| 1988/04/23 | 9    | 熾熱芳香的玫瑰！           | - 油罐頭腦                                   | 井上敏樹 | 長石多可男 |
| 1988/04/30 | 10   | 滑板衝破迷宮               | - 迷宮頭腦（声：德丸完）                     | 曾田博久 | 山田稔     |
| 1988/05/07 | 11   | 噬咬頭腦獸的男人           | - 狒狒頭腦（声：河合義雄）                   | 曾田博久 | 山田稔     |
| 1988/05/14 | 12   | 超天才阿修羅！             | - 測驗頭腦（声：丸山詠二）                   | 曾田博久 | 東條昭平   |
| 1988/05/21 | 13   | 燃燒的鋼鐵歌綸             | - 毒氣頭腦（声：西尾德）                     | 曾田博久 | 東條昭平   |
| 1988/05/28 | 14   | 電磁男勇介的吶喊           | - 電氣頭腦                                   | 曾田博久 | 長石多可男 |
| 1988/06/04 | 15   | 必殺！死神凱秀             | - 火焰頭腦（声：依田英助）                   | 井上敏樹 | 東條昭平   |
| 1988/06/11 | 16   | 殭屍的來信                 | - 等離子頭腦                                 | 曾田博久 | 長石多可男 |
| 1988/06/18 | 17   | 哭泣的布偶！襲擊的布偶！   | - 小丑頭腦（声：京田尚子）                   | 藤井邦夫 | 東條昭平   |
| 1988/06/25 | 18   | 陷阱！丈愛上頭腦獸         | - 雙子頭腦                                   | 藤井邦夫 | 長石多可男 |
| 1988/07/02 | 19   | 書呆子 奧布勒              | - 學習頭腦（声：瀧雅也）                     | 曾田博久 | 長石多可男 |
| 1988/07/09 | 20   | 落弟奧布勒的反擊！         | - 再生頭腦（声：依田英助）                   | 曾田博久 | 東條昭平   |
| 1988/07/16 | 21   | 豪啊聽吧！母親的聲音⋯      | - 奧布勒頭腦{{notetag\|為由Dr.（声：坂井徹） | 曾田博久 | 東條昭平   |
| 1988/07/23 | 22   | 宇宙卡拉OK名人登場         | - 吉他頭腦（声：丸山詠二）                   | 曾田博久 | 長石多可男 |
| 1988/07/30 | 23   | 在0.1秒內賭上性命          | - 劍頭腦（声：岸野一彦）                     | 曾田博久 | 長石多可男 |
| 1988/08/06 | 24   | 遊玩可取得100分？！        | - 豬頭腦（声：西尾德）                       | 藤井邦夫 | 東條昭平   |
| 1988/08/13 | 25   | 鶴城的八大頭腦獸！         | - 靈頭腦（声：依田英助）                     | 曾田博久 | 長石多可男 |
| 1988/08/20 | 26   | 會津的巨大獨角仙！         | - 光芒頭腦                                   | 曾田博久 | 長石多可男 |
| 1988/08/27 | 27   | 女兒啊！射穿機甲計劃       | - 地震頭腦（声：渡部猛）                     | 曾田博久 | 東條昭平   |
| 1988/09/03 | 28   | 巨大機甲伏特的挑戰         | -                                            | 曾田博久 | 長石多可男 |
| 1988/09/10 | 29   | 復仇的Live Boxer           | -                                            | 曾田博久 | 長石多可男 |
| 1988/09/17 | 30   | 現在這裡有5名戰士          | -                                            | 曾田博久 | 長石多可男 |
| 1988/09/24 | 31   | 媽媽！寄生怪物的呼喚       | - 織女星頭腦（声：丸山詠二）                 | 曾田博久 | 東條昭平   |
| 1988/10/08 | 32   | 甘普，血與玫瑰之謎         | - 凝血頭腦                                   | 藤井邦夫 | 東條昭平   |
| 1988/10/15 | 33   | 加油 小鐵機器人            | - 機械人頭腦（声：山口正朗）                 | 曾田博久 | 長石多可男 |
| 1988/10/22 | 34   | 從未來奔往現在之戀！       | - 伽頭腦                                     | 藤井邦夫 | 長石多可男 |
| 1988/10/29 | 35   | 勇介與甘普的約定！！       | - 鰓頭腦                                     | 藤井邦夫 | 東條昭平   |
| 1988/11/05 | 36   | 衝破！友情的苦惱           | - 盔甲頭腦                                   | 井上敏樹 | 東條昭平   |
| 1988/11/12 | 37   | 16歲甘普恐獸變身！         | - 鯊魚頭腦（声：德丸完）                     | 曾田博久 | 長石多可男 |
| 1988/11/19 | 38   | 移動破壞兵器瑪仙達         | - 狼頭腦                                     | 曾田博久 | 東條昭平   |
| 1988/11/26 | 39   | 守護！宇宙的一顆小生命     | - 隕石頭腦                                   | 藤井邦夫 | 東條昭平   |
| 1988/12/03 | 40   | 戀愛！？惠美與寶石小偷     | - 空間頭腦（声：渡部猛）                     | 井上敏樹 | 東條昭平   |
| 1988/12/10 | 41   | 透明人，豪的告白！！       | - 透明頭腦（声：岸野一彥）                   | 曾田博久 | 長石多可男 |
| 1988/12/17 | 42   | 比亞斯來自宇宙的挑戰       | - 炸彈頭腦（声：森篤夫）                     | 曾田博久 | 長石多可男 |
| 1988/12/24 | 43   | 奇怪！？基魯多斯的最終樣貌 | - 基魯頭腦                                   | 曾田博久 | 東條昭平   |
| 1989/01/14 | 44   | 布茨眼淚的大暴走！！       | - 粗暴頭腦                                   | 曾田博久 | 東條昭平   |
| 1989/01/21 | 45   | 阿修羅逆轉的最後一擊       | - 駭客頭腦（声：岸野一彥）                   | 曾田博久 | 長石多可男 |
| 1989/01/28 | 46   | 男子漢嵐！最後的戰鬥       | - 戰鬥頭腦                                   | 曾田博久 | 長石多可男 |
| 1989/02/04 | 47   | 千分頭腦！瑪仙達！！       | - 惡夢頭腦                                   | 曾田博久 | 東條昭平   |
| 1989/02/11 | 48   | 誕生！少年王比亞斯！！     | - 恐獸頭腦（声：廣瀨匠）                     | 曾田博久 | 東條昭平   |
| 1989/02/18 | 49   | 大教授比亞斯的崩壞！！     | - 電力頭腦                                   | 曾田博久 | 東條昭平   |

## 音樂
片頭曲：
作詞：大津彰
作曲：小杉保夫
編曲：藤田大土
演唱：嶋大輔
片尾曲：
作詞：大津彰
作曲：小杉保夫
編曲：藤田大土
演唱：嶋大輔
原創插曲：

作詞：園部和範
作曲：Frankie T.
編曲：石田勝範
演唱：茅弘二、蟋蟀'73、SHINES

作詞：只野菜摘
作曲：小杉保夫
編曲：石田勝範
演唱：茅弘二

作詞：大津彰
作曲：小杉保夫
編曲：石田勝範
演唱：嶋大輔

作詞：八手三郎
作曲：小杉保夫
編曲：藤田大土
演唱：茅弘二

作詞：園部和範
作曲：池毅
編曲：藤田大土
演唱：茅弘二、蟋蟀'73、SHINES

作詞：只野菜摘
作曲：Frankie T.
編曲：藤田大土
演唱：森惠

作詞：園部和範
作曲：松田良
編曲：藤田大土
演唱：茅弘二

作詞：森由里子
作曲：池毅
編曲：石田勝範
演唱：高坂真琴

作詞：園部和範
作曲：池毅
編曲：吉田明彥
演唱：茅弘二、蟋蟀'73

作詞：八手三郎
作曲：小杉保夫
編曲：藤田大土
演唱：茅弘二
非原創插曲：
《行星組曲·火星》
作曲：古斯塔夫·霍爾斯特

演唱：村松健

作詞：山川啓介
作曲、演唱：矢澤永吉

作詞、作曲：飛鳥涼
編曲：佐藤準
演唱：光GENJI

## 外部連結
- 超獣戦隊ライブマン（スーパー戦隊ネット内の紹介記事）
- 超獸戰隊大百科 （页面存档备份，存于）